# Розетта (роман)
Розетта — роман по мотивам сериала «Энтерпрайз».

## Сведения о сюжете
Курс NX-01 блокирует судно расы антиан. Так как офицер по связи Хоши Сато не в состоянии расшифровать речь антиан и Джонатан Арчер не желает нежелательных последствий, то Энтерпрайз сходит с первоначального курса и оказывается в зоне пространства, контролируемого Телассианской торговой конфедерацией, каковая также имеет некоторые связи с антианами. Лидер Конфедерации Максим Сем в разговоре с Арчером сообщает, что конфедерация почти на грани войны с антианами по причине того, что их корабли угрожают торговым маршрутам. Арчер подозревает, что Максим имеет и другие причины для войны, но умалчивает о них. Арчер хочет помочь избежать расам столкновения, и помочь ему в этом может лишь Хоши Сато, его офицер по связи и одна из самых одарённых лингвисток Земли. Только тогда станут известны истинные цели и мотивы антиан, а следовательно — станет возможным и приход к консенсусу.

## Прочая информация
Как написано в начале романа, события книги происходят во временном отрезке между сериями Рабство и Демоны.

## Главные герои
- Джонатан Арчер
- Хоси Сато